# Martin (abbé de Jumièges)
Pour les articles homonymes, voir Martin (prénom).
Martin (Martinus) est un prélat du Xe siècle. Il est successivement abbé de Saint-Cyprien de Poitiers, de Jumièges et de Saint-Jean-d'Angély.

## Biographie
Martin est abbé de Saint-Cyprien de Poitiers depuis 933/934. L'église est consacrée en 935/936 en présence de Guillaume Tête d'Étoupe, comte de Poitiers.
Après le mariage de Guillaume Tête d'Étoupe et de Gerloc, le jarl des normands, Guillaume Longue-Épée, rétablit l'abbaye de Jumièges. C'est à leur demande que Martin est envoyé en Normandie en compagnie de douze moines, parmi lesquels semble se trouver Annon, qui lui succèdera comme abbé de Jumièges. Le duc l'accompagne de Rouen à Jumièges et lui remet l'abbaye. Il prend la tête de la communauté composée vraisemblablement de moines poitevins et d'au moins deux religieux revenus d'Haspres, lieu de refuge des moines de Jumièges après leur fuite au IXe siècle, à la suite des invasions vikings. Il devient abbé de Jumièges en 938 ou entre le 7 janvier et le 5 avril 942.
Les bâtiments sont sommairement restaurés. Le maître-autel de l'église Saint-Pierre restaurée est consacré le 5 avril 942.
Il refuse de faire moine le duc Guillaume Longue-Épée, ce qui est également indiqué dans une épitaphe de 1063 citée par Orderic Vital. La Complainte de Guillaume Longue-Épée a pu être réalisée dans son entourage.
Il est nommé par le roi le 7 janvier 942 abbé de Saint-Jean-d'Angély pour y rétablir l'ordre et la régularité.
Il meurt le 21 mars 943 à Poitiers.

### Sources
- Véronique Gazeau (préf. David Bates et Michel Parisse), Normannia monastica (Xe – XIIe siècle) : I-Princes normands et abbés bénédictins / II-Prosopopographie des abbés bénédictins, Caen, Publications du CRAHM, 2007, 492 - 403 p. (ISBN 978-2-902685-38-7)